# Jugend-Weltmeisterschaften im Boxen 2014
Die Jugend-Weltmeisterschaften im Boxen 2014 fanden vom 10. bis zum 25. April 2014 in der bulgarischen Hauptstadt Sofia statt. Veranstaltungsort war die im Jahr 2011 eröffnete Arena Armeec. Gemeldet waren 781 männliche und weibliche Boxer aus 105 Nationen.
Die ersten fünf Plätze in jeder Gewichtsklasse bei den männlichen und die ersten vier Plätze in jeder Gewichtsklasse bei den weiblichen Boxern, waren automatisch für die rund vier Monate später ausgetragenen Olympischen Jugend-Sommerspiele im chinesischen Nanjing qualifiziert.

## Regeln
Teilnahmeberechtigt waren männliche und weibliche Boxer im Alter von 17 und 18 Jahren, die in der AIBA-Datenbank registriert waren, wobei die Männer in zehn und die Frauen in drei Gewichtsklassen antraten. Jede Nation durfte pro Gewichtsklasse nur einen Boxer bzw. eine Boxerin stellen. Die männlichen Teilnehmer boxten pro Kampf drei Runden zu drei Minuten, mit einer Minute Pause zwischen den Runden, während die weiblichen Teilnehmer pro Kampf vier Runden zu zwei Minuten bestritten, mit ebenfalls einer Minute Pause. Verpflichtend waren auch der Kopfschutz und Wettboxhandschuhe mit 10 oz.
Alle Ringrichter und Punktrichter wurden von der AIBA gestellt, gewertet wurde mit dem auch im Profiboxen verwendeten 10 Point Must-Scoring-System.

## Ergebnisse der männlichen Boxer
| KLASSE                          | GOLD                             | SILBER                      | BRONZE                                                             |
| ------------------------------- | -------------------------------- | --------------------------- | ------------------------------------------------------------------ |
| Halbfliegengewicht (bis 49 kg)  | Schalkar Aikinbai Kasachstan     | Suleiman Latipow Usbekistan | Rüfət Hüseynov Aserbaidschan Shyam Kumar Kakara Indien             |
| Fliegengewicht (bis 52 kg)      | Shakur Stevenson USA             | Muhammad Ali England        | Masud Jusifsade Aserbaidschan Lu Ping China                        |
| Bantamgewicht (bis 56 kg)       | Javier Ibáñez Kuba               | Sultan Saurbek Kasachstan   | Duschko Blagowestow Bulgarien Peter McGrail England                |
| Leichtgewicht (bis 60 kg)       | Abylaichan Schüssipow Kasachstan | Arsen Mustafa Rumänien      | Go Hosaka Japan Iqboljon Xoldorov Usbekistan                       |
| Halbweltergewicht (bis 64 kg)   | Bibert Tumenow Russland          | Wiktor Petrow Ukraine       | Toshihiro Suzuki Japan Vincenzo Arecchia Italien                   |
| Weltergewicht (bis 69 kg)       | Bektemir Meliqoʻziyev Usbekistan | Luka Prtenjača Kroatien     | Juan Ramón Solano Dominikanische Rep. Ilijas Odinajew Weißrussland |
| Mittelgewicht (bis 75 kg)       | Dmitri Nesterow Russland         | Luka Plantić Kroatien       | Ramil Gadschiew Ukraine Kosimbek Mardonow Usbekistan               |
| Halbschwergewicht (bis 81 kg)   | Blagoi Naidenow Bulgarien        | Wadim Kasakow Kasachstan    | Narek Manasijan Armenien Vegar Tregren Norwegen                    |
| Schwergewicht (bis 91 kg)       | Yordan Hernandez Kuba            | Toni Filipi Kroatien        | Robert Marton Ukraine Kim Jin-Nyong Südkorea                       |
| Superschwergewicht (über 91 kg) | Darmani Rock USA                 | Peter Kadiru Deutschland    | László Komor Ungarn Marat Kerimchanow Russland                     |

## Ergebnisse der weiblichen Boxer
| KLASSE                      | GOLD                      | SILBER                    | BRONZE                                              |
| --------------------------- | ------------------------- | ------------------------- | --------------------------------------------------- |
| Fliegengewicht (48 – 51 kg) | Anusch Grigorian Armenien | Irma Testa Italien        | Alua Balkibekowa Kasachstan Neriman Istık Türkei    |
| Leichtgewicht (57 – 60 kg)  | Jajaira Gonzalez USA      | Esra Yıldız Türkei        | Anhelina Bondarenko Ukraine Monica Floridia Italien |
| Mittelgewicht (69 – 75 kg)  | Elżbieta Wójcik Polen     | Caitlin Parker Australien | Chen Nien-chin Taiwan Martha Fabela USA             |

## Weiteres
Mit dem Programm „Road to Sofia“ unterstützte die AIBA 57 Boxer, deren nationale Boxverbände sich eine Teilnahme nicht ausreichend hätten leisten können.